# Nele Paelinck
Nele Paelinck (20 februari 1987) is een Vlaamse muzikante, vaardig onder meer met de viool, piano, glockenspiel, accordeon en zang. Ze is vooral bekend om haar optredens met de band School is Cool, The Bonnie Blues en Kapitein Winokio.

## Levensloop

### Jeugd en opleiding
Paelinck groeide op in Sint-Mariaburg, een woonwijk in het noorden van Antwerpen. Ze komt uit een klassiek geschoold gezin, waar ze van jongs af aan met muziek opgroeide. Haar moeder is een professioneel harpiste en haar grootmoeder is pianiste. Paelinck speelde vanaf haar derde viool en piano, later ook de accordeon.
Na vele jaren in de muziekacademie, waar ze ook woordkunst volgde, kwam ze in de Antwerpse murga terecht, een artistieke straatfanfare met Zuid-Amerikaanse wortels. Haar eerste optreden daar was op Mano Mundo, met Tine Embrechts, Bart Peeters en Sergent Garcia. Via MySpace kwam ze in haar eerste muziekgroep: Orbal, een folkband, waar ook Johannes Genard in zat.
Na haar humaniorastudies van Latijn-Grieks ging ze op haar zestiende naar de universiteit. Tegen haar eenentwintigste had ze twee masterdiploma's, cultuurmanagement en geschiedenis.

### 2009:School is Cool
In 2009 vervolgde ze haar muzikale carrière als violiste, glockenspielster en zangeres bij de band School is Cool. Het was pas de tiende optreden van de groep toen ze in 2010 de finale van Humo's Rock Rally wonnen, en daarmee voor bleven op concurrenten als The Sore Losers, Willow, Amatorski, Psycho 44 en Nele Needs a Holiday. Vanaf toen ging het snel. In de zomer van 2010 staat Paelinck met haar groep op de affiches van Genk on Stage, Boomtown, Dranouter, Pukkelpop en Rock Werchter.
Dezelfde jaar ging ze met de murga naar Argentinië, waar ze een maand lang een sociaal- artistiek project deed in Buenos Aires.
Met het prijzengeld van de Rock Rally nam School is Cool in 2011 de debuutplaat Entropology op, een "statement over de ondergang van een tijdperk".
In 2012 sprong ze in bij Dóttir Slonza, die toen als groep op hun beurt aan Humo's Rock Rally meededen.
Later dat jaar zou ze naar Argentinië verhuizen. Voor haar vertrek werd een groot afscheidsfeest gehouden in de Trix, het muziekcentrum waar ze ooit als vrijwilliger begonnen was en in de loop der jaren met School is Cool optredens is gaan houden. Het feest bestond uit Paelincks optreden met alle bands met wie ze tot dan toe had samengewerkt.

### 2012-2016: Argentinië
Een week na aankomst in Buenos Aires, Argentinië, speelde Paelinck met de Kortrijkse feestfanfare Orchestre International du Vetex in de Belgische ambassade en daarna in de Uruguayaanse hoofdstad Montevideo, aan de overkant van de Río de la Plata. Ze deed een tv-optreden, kreeg een plek op dezelfde festivalaffiche als Manu Chao, en deed concerten in Buenos Aires en in het Argentijnse binnenland.
Ze vond aansluiting bij La Familia De Ukeleles een band die van oorsprong uit artiesten bestond die in principe allemaal de ukele kunnen spelen. Met deze groep maakte ze de album El Gran Rubí.
Het ging echter slecht met de economie van het land, dat toen onder leiding van Cristina Kirchner stond. Het cultuurverschil was er groter dan Paelinck verwachtte en het muzikantenleven was er naar haar zeggen nog onzekerder dan in Antwerpen.
In wat het laatste jaar aldaar zou zijn, werd Paelinck in Buenos Aires via het Orchestre International du Vetex uitgenodigd als gastmuzikante in Club Niceto, een muziekcentrum welke Paelinck de AB van Buenos Aires noemt. Ze was toen negenentwintig jaar oud en speelde de Minas de cobre op de viool.
Kort daarop keerde ze terug naar België.

### Terug in België
Paelinck trad op in de Versluys Dôme, dat als basis diende voor Theater Aan Zee 2017. Daar verzorgde ze naast muzikanten als Jan De Smet, Jean Blaute, Wouter Berlaen, Maaike Cafmeyer, Stoy Stoffelen, Fay Lovsky en Ineke Nijssen de Soirée Décolletée, waarin hulde werd gebracht aan de in 2015 overleden Nederlandse ‘liedjesbricoleur’ Drs. P.
In 2017 richtte Paelinck de band The Bonnie Blues op, een trio gevormd door Nele Paelinck (viool en zang), Juno Kerstens (contrabas en zang) en Laura Vanden Heede (gitaar en zang). Het is een covergroep waar vocal harmony, gipsyjazz à la Django Reinhardt en humoristische en soms schunnige teksten centraal staan. Sinds september 2023 speelt het trio onder andere mee tijdens de grote afscheidstournee Jan De Smet en De Grote Luxe.
In 2017 sloot Paelinck ook aan bij de groep Handkerchief en een jaar later vormde ze de groep Bonnie & Chief met Christof Annaert. Onder dezelfde naam vormen ze een vereniging gericht op de promotie en ondersteuning van culturele activiteiten en producten.
Sedert 2021 is Paelinck vaste muzikante bij Kapitein Winokio en sinds 2023 maakt ze als zanger en violist deel uit van de band in de dan nieuwe Belgisch tv-programma Amai zeg wauw!, een talkshow met Otto-Jan Ham, waar Paelinck met Senne Guns, Lara Chedraoui en anderen de muzikale omlijsting verzorgt.

## Discografie
| Album                          | Jaar | Groep                  | Opmerkingen                              |
| ------------------------------ | ---- | ---------------------- | ---------------------------------------- |
| Kids in Town                   | 2010 | School is Cool         | Single, productie van Reinhard Vanbergen |
| The World Is Gonna End Tonight | 2011 | School is Cool         |                                          |
| Entropology                    | 2011 | School is Cool         | Debuutplaat van de groep                 |
| El Gran Rubí                   | 2015 | La Familia de Ukeleles |                                          |
| Mutiny Ballads                 | 2019 | Handkerchief           | EP                                       |